# Megalonema
Megalonema is een geslacht van straalvinnige vissen uit de familie van de antennemeervallen (Pimelodidae).

## Soorten
- Megalonema amaxanthum Lundberg & Dahdul, 2008
- Megalonema argentinum (MacDonagh, 1938)
- Megalonema orixanthum Lundberg & Dahdul, 2008
- Megalonema pauciradiatum Eigenmann, 1919
- Megalonema platanum (Günther, 1880)
- Megalonema platycephalum Eigenmann, 1912
- Megalonema psammium Schultz, 1944
- Megalonema xanthum Eigenmann, 1912